# Lorraine Hansberry
Lorraine Vivian Hansberry (Chicago, 19 de mayo de 1930-Nueva York, 12 de enero de 1965) fue una activista, dramaturga y escritora estadounidense que participó en la lucha por la igualdad. Fue la primera autora afroamericana en tener una obra representada en Broadway.
Su obra más famosa, Una pasa al sol (A Raisin in the Sun), escrita en 1959, se inspiró en la batalla legal emprendida por su familia y en contra de las leyes de segregación racial en Chicago durante su infancia. El título de la obra viene del poema "Harlem" de Langston Hughes: "¿Qué pasa cuando se pospone un sueño? ¿Se seca como una pasa al sol?". A los 29 años ganó el New York Drama Critics' Circle Award, siendo la primera dramaturga afroamericana en hacerlo, la quinta mujer y la dramaturga más joven. Su familia luchó contra la segregación, recurriendo judicialmente contra una restricción que culminó con la sentencia del Tribunal Supremo de 1940 en el caso Hansberry c. Lee.
Se trasladó a Nueva York, donde trabajó para el periódico panafricanista Freedom, en el que trató con otros intelectuales tales como Paul Robeson o W. E. B. Du Bois. Gran parte de su trabajo en ese momento fue sobre la lucha africana por la liberación y su impacto en el mundo. Las obras de Hansberry también se ocupaban de su lesbianismo y de la represión de la homosexualidad.
La canción "To Be Young, Gifted and Black" de la cantante y pianista Nina Simone está basada en la autobiografía póstuma del mismo nombre de Hansberry.
Fue candidata a los Premios Tony a la mejor obra y a los Premios WGA al drama estadounidense mejor escrito.

## Biografía
Fue la hija menor de los cuatro que tuvieron la maestra Nannie Perry y el broker inmobiliario Carl Augustus Hansberry.   
En 1938, su padre compró una casa en la Washington Park Subdivisión del Sur de Chicago, generando la ira de sus vecinos blancos.  Los esfuerzos de estos para echar a la familia Hansberry culminaron en la decisión del Tribunal Supremo en el caso Hansberry c. Lee, de 1940, que ganó su padre frente a un delito de segregación racial.  En aquel momento se consideró que la restricción no era legítima, pero tampoco inválida; estas restricciones no fueron declaradas inconstitucionales hasta el caso Shelley v. Kraemer, 334 U.S. 1 (1948).  
Carl Hansberry también apoyaba a la Urban League y a la National Association for the Advancement of Colored People NAACP en Chicago. Ambos Hansberrys eran activos en el Partido Republicano de Chicago. Carl murió en 1946 cuando Lorraine tenía 15 años; "el racismo americano ayudó a matarlo," diría ella más adelante.
Los Hansberrys recibían a menudo visitas de personajes negros prominentes, entre los que se hallaba el profesor W. E. B. DuBois, el poeta Langston Hughes, el actor activista político Paul Robeson, el músico Duke Ellington y el medallista olímpico Jesse Owens. 
El hermano de Carl Hansberry, William Leo Hansberry, fundó la sección de civilización africana del Departamento de Historia de la Howard University. Lorraine aprendió que: "Por encima de todo, había dos cosas que no podrían traicionarse jamás: la familia y la raza."
Lorraine Hansberry tiene familiares notables, tales como el director y guionista Shauneille Perry, cuyo hijo mayor se llama como ella. Su bisnieta es la actriz Taye Hansberry. Su primo, el flautista, percusionista y compositor Aldridge Hansberry.
Hansberry fue además madrina de la hija de Nina Simone, Lisa Simone.
Realizó sus estudios en la Universidad de Wisconsin Madison.
Estuvo casada con Robert Nemiroff desde 1953 a 1964.
Hansberry falleció de cáncer pancreático el 12 de enero de 1965, a los 34 años. James Baldwin afirmó: "es normal sospechar que lo que vio contribuyó a la tensión que la mató, porque el esfuerzo al que Lorraine estaba sometida es más que suficiente para matar a un humano."

## Obra
- A Raisin in the Sun (1959)

- A Raisin in the Sun, guion (1961)

- On Summer (essay) (1960)

- The Drinking Gourd (1960)

- What Use Are Flowers? (escrito c. 1962)

- The Arrival of Mr. Todog – parodia de Esperando a Godot

- The Movement: Documentary of a Struggle for Equality (1964)

- The Sign in Sidney Brustein's Window (1965)

- To Be Young, Gifted and Black: Lorraine Hansberry in Her Own Words (1969)

- Les Blancs: The Collected Last Plays / by Lorraine Hansberry ed. Robert Nemiroff (1994)

- Toussaint. Fragmento de un trabajo en progreso, inacabado, por la muerte prematura de Hansberry, trata de un propietario de una plantación haitiana y su esposa cuyas vidas pronto cambiarán drásticamente como resultado de la revolución de Toussaint Louverture (de Samuel French, Inc. catálogo de obras.)